# Graden
Graden (znanstveno ime Quercus petraea ali Quercus sessiliflora) je vrsta hrasta, ki je samonikel v pretežnem delu srednje in jugovzhodne Evrope.

## Opis
Graden je listopadno drevo, ki zraste od 20 do 40 metrov visoko in spada v sekcijo Quercus rodi Quercus. Na videz je podoben dobu, s katerim si delita naravno rastišče. Deblo gradna je močno in dokaj ravno ter ima sivo skorjo, ki ostane prvih 20 let gladka, nato pa razpoka v navpičnih brazdah. Krošnja je košata in gosta ter pravilnih oblik. Listi so premenjalni in enostavni dolgi od 7 do 14 cm in široki od 4 do 8 cm. Razdeljeni so na 5 do 8 listnih krp, pri odrasli rastlini pa so trdi in usnjati. Pri gradnu se listi, ki so v senci jasno ločijo od tistih, ki so na soncu. Senčni listi so nežnejši in imajo več klorofila in listnih rež od sončnih. Listi so po zgornji strani svetleči in temno zeleni, po spodnji pa so svetlejši. Na veje so nameščeni na približno 1 cm dolgih pecljih. Cvetovi so enospolne mačice, iz katerih se v razvijejo plodovi - želod. Gradnov želod je dolg od 2 do 3 cm in meri v premeru od 1 do 2 cm. Plodovi so združeni s kapicami, rastejo pa v »grozdih«. Dozorijo v šestih mesecih. 

## Primerjava z dobom
Od doba (Quercus robur) se graden med drugim loči po dolžini peclja listov in želoda. V naravi je graden bolj pogosta vrsta od cera tam, kjer je več dežja in je zemlja lažja in manj namočena. Naravni hibridi med tema dvema drevesnima vrstama so v naravi dokaj pogosti in se imenujejo Quercus × rosacea.

## Razširjenost in uporabnost
Graden uspeva na dobro osušenih in bolj kamnitih tleh, po čemer je dobil svoje znanstveno ime, razširjen pa je po pretežnem delu srednje in jugovzhodne Evrope vse do Anatolije. Razmnožuje se s semeni, ki hitro vzkalijo. Les je močan in ima lepo vidne letnice. Meja med spomladanskim in poletnim lesom, ta ima manjše žile kot pomladanski, je zelo jasna. Gradnov les je izredno cenjen za izdelavo tramov, pohištva, parketa, za izdelavo plovil in sodov. 

## Simbolika
Graden je nacionalni simbol Walesa, kjer mu pravijo tudi valižanski hrast.